# Tido Wedell
Charles Bendt Mogens Tido lensgreve Wedell(-Wedellsborg) (3. september 1908 i London – 5. september 1982) var en dansk godsejer, gift med Irene Wedell og far til tvillingerne Christiane Wedell og Bendt Wedell.
Han var søn af lensgreve Julius Wedell og Inger Wedell født komtesse Krag-Juel-Vind-Frijs, blev student fra Metropolitanskolen 1926, tog filosofikum 1927 og var 1930-40 på studieophold i England og Tyskland. Da Inger Wedell ikke havde brødre, som kunne arve Frijsenborg, overtog sønnen Tido 1950 Frijsenborg Avlsgård og Kragelund og 1958 hele Frijsenborg gods. 1959 overtog han desuden Wedellsborg. Han var direktør og medlem af forskellige bestyrelser.
Wedell blev gift 18. januar 1958 i Kettinge Kirke med baronesse Irene Suzanne Raben-Levetzau (født 19. oktober 1932 i Beldringe Sogn), datter af baron Johan Otto Raben-Levetzau og hustru Ida Marie "Misser" Ingeborg f. Konow (13. september 1903 i København – 3. april 1993).
Han er begravet på Husby Kirkegård.